# 김일태
김일태(1944년 12월 13일~2014년 9월 14일)는 대한민국의 정치인이다. 제39·40대 전라남도 영암군수를 지냈다.

## 학력
- 목포유달중학교 (졸업)
- 광주공업고등학교 (졸업)
- 한양대학교 (건축학과/중퇴)
- 광주대학교 (법학대학/졸업)
- 고려대학교 (경영대학원/수료)

## 역대 선거 결과
|  | 35.99% |

|  | 45.63% |

|  | 53.65% |

|  | 0% |

|  | 36.55% |

| 전임 김철호 | 제39·40대 전라남도 영암군수 2006년 7월 1일~2014년 6월 30일 | 후임 전동평 |